# تشولا (مسيسيبي)
تشولا (بالإنجليزية: Tchula, Mississippi)‏ هي بلدة تقع في مقاطعة هولمز (ميسيسيبي) بولاية مسيسيبي في الولايات المتحدة. تبلغ مساحتها 3.7 (كم²)، وترتفع عن سطح البحر 34 م، بلغ عدد سكانها 2332 نسمة في عام 2000 حسب إحصاء مكتب تعداد الولايات المتحدة وتصل الكثافة السكانية فيها 650 نسمة/كم2.

## التركيبة السكانية
حدّد مكتب تعداد الولايات المتحدة بيانات التركيبة السكانية لتشولا في تعداد الولايات المتحدة. في ما يلي، التركيبة السكانية حسب تعدادي 2000 و2010.

### تعداد عام 2000
بلغ عدد سكان تشولا 2,332 نسمة بحسب تعداد عام 2000، وبلغ عدد الأسر 724 أسرة وعدد العائلات 525 عائلة مقيمة في البلدة. في حين سجلت الكثافة السكانية 625.2 نسمة لكل كيلومتر مربع (1,619.3/ميل2). وبلغ عدد الوحدات السكنية 772 وحدة بمتوسط كثافة قدره 207 لكل كيلومتر مربع (536.1/ميل2).
وتوزع التركيب العرقي للبلدة بنسبة 3.43% من البيض و95.93% من الأمريكيين الأفارقة و0.09% من الأمريكيين الأصليين و0.56% من عرقين مختلطين أو أكثر و0.47% من الهسبانيون أو اللاتينيون من أي عرق.
بلغ عدد الأسر 724 أسرة كانت نسبة 50.6% منها لديها أطفال تحت سن الثامنة عشر تعيش معهم، وبلغت نسبة الأزواج القاطنين مع بعضهم البعض 21.4% من أصل المجموع الكلي للأسر، ونسبة 45.4% من الأسر كان لديها معيلات من الإناث دون وجود شريك،  بينما كانت نسبة 5.7% من الأسر لديها معيلون من الذكور دون وجود شريكة وكانت نسبة 27.5% من غير العائلات. تألفت نسبة 25.1% من أصل جميع الأسر من عدة أفراد يعيشون في نفس المنزل ونسبة 8.8% كانت تتألف من شخص يعيش بمفرده يبلغ من العمر 65 عاماً أو أكثر. وبلغ متوسط حجم الأسرة المعيشية 3.22، أما متوسط حجم العائلات فبلغ 3.92.
بلغ العمر الوسطي للسكان 24.5 عاماً. وكانت نسبة 37.9% من القاطنين تحت سن الثامنة عشر، وكانت نسبة 13% بين الثامنة عشر والرابعة والعشرين عاماً، ونسبة 25.1% كانت واقعةً في الفئة العمرية ما بين الخامسة والعشرين والرابعة والأربعين عاماً، ونسبة 14.7% كانت ما بين الخامسة والأربعين والرابعة والستين، ونسبة 9.4% كانت ضمن فئة الخامسة والستين عاماً فما فوق. يوجد لكل 100 أنثى 80.6 ذكر، ويوجد لكل 100 أنثى في الثامنة عشر من عمرها فما فوق 71.5 ذكر.
بلغ متوسط دخل الأسرة في البلدة 11,571 دولارًا، أما متوسط دخل العائلة فبلغ 14,773 دولارًا. وكان متوسط دخل الذكور 22,250 دولارًا مقابل 16,310 دولارًا للإناث. وسجل دخل الفرد الخاص بالبلدة 6,373 دولارًا. وكانت نسبة 49.4% من العائلات ونسبة 54.4% من السكان تحت خط الفقر، وكان من هؤلاء نسبة 66.6% تحت سن الثامنة عشر ونسبة 55.8% في الخامسة والستين من العمر وما فوق.

### تعداد عام 2010
بلغ عدد سكان تشولا 2,096 نسمة بحسب تعداد عام 2010، وبلغ عدد الأسر 695 أسرة وعدد العائلات 487 عائلة مقيمة في البلدة. في حين سجلت الكثافة السكانية 561.9 نسمة لكل كيلومتر مربع (1,455.3/ميل2). وبلغ عدد الوحدات السكنية 773 وحدة بمتوسط كثافة قدره 207.2 لكل كيلومتر مربع (536.6/ميل2).
وتوزع التركيب العرقي للبلدة بنسبة 1.57% من البيض و97.19% من الأمريكيين الأفارقة و0.19% من الأمريكيين ذوي الأصول الآسيوية و0.14% من الأعراق الأخرى و0.91% من عرقين مختلطين أو أكثر و1.15% من الهسبانيون أو اللاتينيون من أي عرق.
بلغ عدد الأسر 695 أسرة كانت نسبة 46.9% منها لديها أطفال تحت سن الثامنة عشر تعيش معهم، وبلغت نسبة الأزواج القاطنين مع بعضهم البعض 19.1% من أصل المجموع الكلي للأسر، ونسبة 44.2% من الأسر كان لديها معيلات من الإناث دون وجود شريك،  بينما كانت نسبة 6.8% من الأسر لديها معيلون من الذكور دون وجود شريكة وكانت نسبة 29.9% من غير العائلات. تألفت نسبة 27.5% من أصل جميع الأسر من عدة أفراد يعيشون في نفس المنزل ونسبة 9.5% كانت تتألف من شخص يعيش بمفرده يبلغ من العمر 65 عاماً أو أكثر. وبلغ متوسط حجم الأسرة المعيشية 3.02، أما متوسط حجم العائلات فبلغ 3.67.
بلغ العمر الوسطي للسكان 27.4 عاماً. وكانت نسبة 34.6% من القاطنين تحت سن الثامنة عشر، وكانت نسبة 11.4% بين الثامنة عشر والرابعة والعشرين عاماً، ونسبة 25% كانت واقعةً في الفئة العمرية ما بين الخامسة والعشرين والرابعة والأربعين عاماً، ونسبة 19.9% كانت ما بين الخامسة والأربعين والرابعة والستين، ونسبة 9.2% كانت ضمن فئة الخامسة والستين عاماً فما فوق. وتوزع التركيب الجنسي للسكان بنسبة 44.3% ذكور و55.7% إناث.

## أعلام
- جيمي دوكينز

## وصلات خارجية
- The US50 - Cities and Towns in Mississippi State
- Mississippi Cities and Towns, Facts, Map, Flag, Colleges, Government, and More